# Голяков, Владимир Юрьевич
Владимир Юрьевич Голяков, также известен как Богумил Второй Голяк (13 марта 1968, Ленинград — 6 апреля 2021, Санкт-Петербург) — деятель российского неоязычества, лидер неоязыческой организации «Схорон еж словен» с 1997 года.

## Биография
Родился 13 марта 1968 года в Ленинграде. Подобно многим другим неоязыческим жрецам, Голяков создал себе славную родословную. Он возводил себя напрямую к династии северорусских волхвов, якобы сохранивших в тайне своё дохристианское духовное наследие, восходящее к самому Зороастру. Он утверждал, что происходил из одной из десятка сохранившихся жреческих семей и являлся потомком древнего рода знахарей Голяковых-Глуховых, а один из его предков — некто Милослав Голяк, основавший языческое капище в 1074 году.
В действительности его дед до войны был директором колхоза на Волге. Владимир учился сначала в 205-й гимназии, затем в 443-й школе Ленинграда. Проходил воинскую службу в ГСВГ, после окончания 8 классов школы поступил в медучилище, а по его окончании устроился работать медбратом в больнице. Также имел опыт работы сварщика и трудился на лесозаготовках. Работал фельдшером в детском саду.
В 2014 году участвовал в организации детского новогоднего праздника в Заводском районе Саратова.
С конца марта сподвижник Голякова Святослав Нево призывал «совершить обряд здравицы» и «убить хворь» Богумила. Владимир Голяков умер 6 апреля 2021 года после болезни. О смерти сообщил Нево. «Отошёл из телеса», — написал он.

## Неоязыческая деятельность
Взгляды Голякова и созданное им учение включают идеи расизма и арийского мифа. В 1994 году создал медицинскую фирму «Оберег», где собирался лечить только славян. Община проводила обряды в Купчине на капище Перуна, куда допускались только лица «славянской национальности». Идею создания центра альтернативной медицины поддержала глава администрации Павловска Надежда Завьялова.
В 1997 году Голяков, взяв себе титул «Ярг Волк», создал в Санкт-Петербурге школу «Шаг волка», или «ведическую общину староверов». Позже она получила название «Схорон еж словен». Голяков вышел из круга неоязыческой организации «Союз Венедов» в результате раскола и увёл с собой молодежь. Он сумел настолько потеснить материнскую организацию, что с начала 2000-х годов неоязыческое движение Петербурга ассоциировалось, прежде всего, с «Шагом волка». Помимо жреческой деятельности, Голяков занимался врачеванием и обучением некоей «русской борцовской традиции». Позиционируя себя как целителя и акушера, считал эту работу важной в жизни общины. Голяков регулярно размещал видео в соцсетях со своими монологами и размышлениями о политике и обществе.
По состоянию на 2016 год общины-«пятины» объединения «Схорон еж словен» действовали в Санкт-Петербурге, Москве, Екатеринбурге, Тюмени, Владивостоке, на Украине и в Белоруссии.

## Политическая деятельность
Вначале Голяков избегал участия в политических движениях, но после драки в 1996 году внутри РНЕ между неоязычниками и православными организовал свою «Партию поморов». Основой идеологии этой партии служил культ сильной личности и крайний этноцентризм, утверждающий, что «русы должны жрать и жить за счёт россиян», «хотя бы пять процентов славянского населения… должны руководить всеми хазарами». Голяков учил, что работа — это рабство, и работать на славян должны те, кому они дали право жить, поскольку славяне сами обожествили себя и ничем никому не обязаны. Голяков выступал против «расового смешения», одним из показателей постулируемого им «расового упадка» он считал то, что «белы девы принимают во лоно своё чёрное семя». Касаясь происхождения славян, Голяков ссылается на книгу основателя расовой теории Артюра де Гобино. Сам Голяков отрицал свою принадлежность к какой-либо политической партии или идеологии, считая это паразитической деятельностью, но позиционировал себя как сторонника объединения всех славян и создания славянского государства, которое обеспечивало бы интересы славянского этнического большинства.
Голяков неоднократно выступал с антисемитскими и шовинистскими высказываниями, в том числе направленными против лиц неславянского происхождения, но не признавал себя антисемитом или ксенофобом, а обвинения в оправдании Холокоста отвергал. В частности, он заявлял:

На славянской земле только один народ — славяне, остальные — нами не убитые, будь то союзники или враги… Мы за безраздельное господство славянского народа во небе, на людях и на земле. Мы пойдем дальше всех, ибо мы упали намного ниже.
В 2007 году Голяков участвовал в «Русском марше» как представитель родноверия. Во время марша он возглавлял колонну, выкрикивавшую лозунги «Слава Роду, смерть уроду!» и «Вся власть славянам!». Он выступал перед последователями, разоблачая «иудео-христианство» и предрекая победу русских над всеми остальными народами России. 1 мая 2008 года Голяков участвовал в митинге «Славянского союза» в саду имени Чернышевского, где звучали различные неоязыческие лозунги. Под давлением милиции митингующим пришлось убрать символику, напоминающую нацистскую. В 2008 году Голяков снова появился на «Русском марше», но организаторы попытались его выдворить оттуда, назвав «самозванцем».
В 2008 году Голяков в интервью заявил о своём критическом отношении ко внутренней политике Владимира Путина, считая, что интересы национальных меньшинств не должны определять все сферы и интересы страны. Голяков участвовал в протестах против фальсификации результатов выборов в Госдуму. Опрос сайта Закс.Ру в 2008 году показал, что заявлениям Владимира Голякова доверяют более 50 % жителей Санкт-Петербурга, а идущая на втором месте Валентина Матвиенко получила всего 3 % голосов.
Центр древнеславянской культуры «Суряница», обвинявший Голякова в экстремизме, по этой причине отказывался как-либо с ним сотрудничать.

## Инциденты
- В сентябре 2003 года Голяков был задержан милицией по подозрению в нападении на офис общественной организации «Мемориал» в Санкт-Петербурге 14 августа 2003 года. В ходе следствия была установлена связь Голякова с сотрудником ФСБ[2]. Защита Голякова доказывала, что все обстоятельства дела являются спорными[12]. В июне 2004 года Куйбышевский суд Санкт-Петербурга приговорил Голякова к 5 годам лишения свободы условно. Это не помешало ему регулярно участвовать в мероприятиях, проводимых местными националистами[2].
- 4 ноября 2007 года ряд националистических деятелей заявили об участии Голякова в «Русском марше» как его руководителя. Другие заявили, что он не имеет к организации марша никакого отношения[10]. Сам Голяков подтвердил своё осознанное участие, сказав, что разочаровался практически во всех политических идеологиях[10].
- В 2008 году в городе Вознесенск Николаевской области (Украина) Голяков устроил дебош, ворвавшись в разгар собрания общины Свидетелей Иеговы. Его соратники вбежали в Зал Царства Свидетелей Иеговы и грубо оттащили докладчика от трибуны, после чего Голяков сам начал выступать, всячески оскорбляя членов общины[13]. По некоторым данным, в нападении участвовал один из соратников Голякова, некто Алексей по прозвищу «Белояр», который в 2013 году примкнул к организации исламских экстремистов «Аль-Раид» в Николаевской области и принял имя «Абдулла». Привлечь Голякова или «Белояра» к ответственности прокуратура Украины не смогла[14].
- 24 июня 2012 года на Голякова было совершено покушение в Битцевском парке (Москва): неизвестный около 23 часов вечера открыл огонь из травматического оружия по группе из пяти человек и затем бросился на них с ножом. Голяков от госпитализации отказался[15]. Преступник скрылся с места происшествия[16]. По одним данным, этим событием Голяков просто пытался привлечь к себе внимание[17]; по другим, нападение спланировали его идеологические противники, считавшие его экстремистом[18].
- В ноябре 2015 года Голяковым был установлен языческий истукан у православной церкви в Купчине, который потом был повален неизвестными, а затем распилен на мелкие части лично депутатом Законодательного собрания Санкт-Петербурга Виталием Милоновым[19]. Милонов заявил, что подобные истуканы якобы ставились на могилах убитых под Ленинградом солдат Ваффен-СС[20]. Голяков снова установил столб и заявил, что будет противостоять любым угрозам со стороны Милонова, депутат пригрозил спилить столб и пустить его «на дрова для шашлыка»[21], обвинив заступившихся за Голякова депутатов Законодательного собрания (они назвали установленный Голяковым столб произведением искусства) в юридической безграмотности и халатности[22].

## Публикации
- Солнцеворот. — СПб.: Волхв, 1992.
- Вышень. Правда народа славянского. — М.: Граф Сервис, 2009.